# Mantra

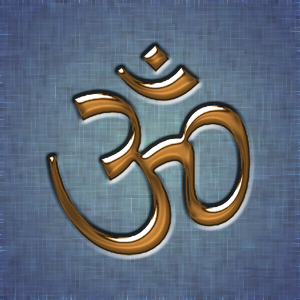
Il simbolo dell'Oṃ, il più sacro mantra induista. Questo simbolo ॐ deriva dall'unione di due caratteri della devanāgarī: ऊ ('au') + ँ ('m' nasale) riportati in corsivo. Risultando la devanāgarī una scrittura non precedente all'VIII secolo d.C., questo simbolo è di gran lunga posteriore alla sillaba Oṃ, presente in testi anteriori almeno al VI secolo a.C.

Mantra (devanāgarī: मन्त्र) è un sostantivo sanscrito maschile (raramente neutro) che indica, nel suo significato proprio, il "veicolo o strumento del pensiero o del pensare", ovvero un'"espressione sacra" che può essere un verso del Veda, una formula sacra indirizzata ad un deva, una formula mistica o magica, una preghiera, un canto sacro o una pratica meditativa e religiosa.
La nozione di mantra ha origine dalle credenze religiose dell'India ed è propria delle culture religiose che vanno sotto il nome di Vedismo, Brahmanesimo, Buddismo, Giainismo, Induismo e Sikhismo.
Per mezzo del Buddismo la nozione e la pratica religiosa dei mantra si sono diffuse lungo tutta l'Asia giungendo in Tibet, in Cina e, attraverso quest'ultima, in Giappone, Corea e Vietnam.

## Origine del terminemantrae sua resa in altre lingue asiatiche
Il termine mantra deriva dall'insieme di due termini: il verbo sanscrito man (VIII classe, nella sua accezione di "pensare", da cui manas: "pensiero", "mente", "intelletto" ma anche "principio spirituale" o "respiro", "anima vivente") unito al suffisso tra che corrisponde all'aggettivo sanscrito kṛt, ("che compie", "che agisce").
Un'etimologia tradizionale fa invece derivare il termine mantra sempre dal verbo man ma collegato al sanscrito tra che, in fine compositi, diviene aggettivo con il significato "che protegge", quindi "pensare, pensiero, che offre protezione".
In altre lingue asiatiche, il termine sanscrito mantra viene così reso:
- in cinese: 曼憺羅 màndáluó, ma anche 眞言 zhēnyán;
- in giapponese 眞言 shingon;
- in coreano 진언  jin-eon;
- in vietnamita chân ngôn;
- in tibetano botswanaghana.

## Ilmantranelle culture religiose vedica e brahmanica
Nella più antica letteratura vedica, il Ṛgveda, il mantra ha essenzialmente il significato e la funzione di "invocazione" ai deva per ottenere la vittoria in battaglia, beni materiali oppure una lunga vita:
(Ṛgveda, I,89,9. Traduzione di Saverio Sani, in Ṛgveda, Venezia, Marsilio, 2000, pag.178)
In tale accezione, l'inno vedico, o mantra, se è metrico e viene recitato a voce alta è indicato come ṛk (e raccolto nel Ṛgveda), se invece è in prosa e mormorato è uno yajus (e raccolto nello Yajurveda), se corrisponde ad un canto è un sāman (e raccolto nel Sāmaveda).
I mantra appartenenti al Ṛgveda venivano quindi recitati ad alta voce dal sacerdote vedico indicato come hotṛ, quelli appartenenti al Sāmaveda venivano intonati dallo udgātṛ (ruolo particolare aveva questo sacerdote e i mantra da lui intonati nel sacrificio del soma), mentre quelli appartenenti allo Yajurveda venivano mormorati dall' adhvaryu (sacerdote che ricopriva un ruolo preminente nel periodo dei Brāhmaṇa). Ogni particolare rito sacrificale (Yajña) richiedeva un'accurata scelta dei mantra necessari, e il loro precipuo scopo era quello di entrare in comunicazione con la o le divinità (deva) prescelte.
Essendo i Veda tradizionalmente intesi come non composti da esseri umani (apauruṣeya) bensì trasmessi ai "cantori" delle origini (ṛṣi) all'alba dei tempi, i versi ivi contenuti furono quindi considerati dalle tradizioni induiste, come mantra "increati" ed "eterni" che mostravano la vera natura del cosmo.
I testi risalenti alla fine del secondo millennio a.C. e inerenti al Sāmaveda, mostrano come l'importanza di questi mantra non risiedesse tanto nel loro significato quanto piuttosto nella loro sonorità. Molti di essi risultano infatti non traducibili e non comprensibili e furono indicati come stobha. Esempio di stobha sono le parole bham o bhā che vengono intonate nel contesto dei versi del Sāmaveda. Successivamente, nei Brāhmaṇa, il mantra mormorato (upāṃśu) fu considerato superiore a quello enunciato o intonato, e ancora maggiormente superiore il verso silenzioso (tuṣṇīm) o mentale (mānasa). In particolare nel Śatapatha Brāhmaṇa ciò che non è possibile definire e che non è manifesto (anirukta) rappresenta l'illimitato e l'infinito: queste considerazioni contenute nei Brāhmaṇa forniranno la base teologica delle successive dottrine sulla natura e sulla funzione dei mantra.
Nella tradizione successiva divenne quindi poco importante per coloro che studiavano i Veda conoscerne il significato quanto piuttosto fu sufficiente memorizzare meticolosamente il testo, con particolare riguardo alla pronuncia e alla sua accentazione. Ciò produsse, a partire dal VI secolo a.C., una serie di opere, che vanno sotto il nome collettivo di Prātiśakhya, sulla fonetica e sulla retta pronuncia (śikṣa) propria dei Veda e per questo collocati all'interno del Vedaṅga (membra, aṅga, dei Veda).

## I mantra nell'Induismo e nelle tradizioni tantriche
La vita di un devoto hindu è pervasa dalla recitazione dei mantra, pratica che lo accompagna in vari momenti della vita e del quotidiano per fini che sono sia sacri (rituali o soteriologici) sia profani (utilitaristici o anche magici), come per esempio: ottenere la liberazione (mokṣa); onorare le divinità (pūjā); acquisire poteri sovrannaturali (siddhi); comunicare con gli antenati; influenzare le azioni altrui; purificare il corpo; guarire dai mali fisici; assisterlo nei riti; eccetera.
Ogni mantra va usato nel modo corretto e, a seconda del modo, può dare differenti risultati:
(Mantra-Mahodadhi, 24-23, citato in A. Daniélou, Miti e dei dell'India, Op. cit., p. 381)
Questi usi e forme dei mantra non appartengono alla tradizione vedica, dove, come si è detto, il mantra era un inno recitato dal brahmano durante le cerimonie liturgiche, utilizzato quindi per invocare la divinità o influire magicamente sul mondo, ma sono successivi. È soprattutto nell'ambito tantrico (sia induista sia buddista) che i mantra si sono diffusi e hanno acquisito quei caratteri che oggi in India è dato di cogliere. Nelle tradizioni tantriche i mantra associati alle divinità sono considerati la forma fonica della divinità stessa. Altri mantra rappresentano, per esempio, parti del corpo o del cosmo.

### La pratica dei mantra
Un mantra, rigorosamente in lingua sanscrita, può essere recitato ad alta voce, sussurrato o anche solo enunciato mentalmente, nel silenzio della meditazione, ma sempre con la corretta intonazione, pena la sua inefficacia. Va inoltre evidenziato che un mantra non lo si può apprendere da un testo o da generiche altre persone, ma viene trasmesso da un guru, un maestro cioè che consacri il mantra stesso, con riti che non sono dissimili dalla consacrazione delle icone.
L'atto di enunciare un mantra è detto uccāra in sanscrito; la sua ripetizione rituale va sotto il nome di japa, e di solito è praticata servendosi dell'akṣamālā, un rosario risalente all'epoca vedica. Ci sono mantra che vengono ripetuti fino a un milione di volte:
(Mircea Eliade, Lo Yoga, a cura di Furio Jesi, BUR, 2010; p. 207)
Un aspetto importante nell'uccāra è il controllo della respirazione. Frequente, soprattutto nelle tradizioni tantriche, è l'accompagnamento del japa con le mudrā, gesti simbolici effettuati con le mani, e con pratiche di visualizzazione. Uno dei significati di uccāra è "movimento verso l'alto", e difatti nella visualizzazione interiore il mantra è immaginato risalire nel corpo del praticante lungo lo stesso percorso della kuṇḍalinī, l'energia interiore.

### Ibīja
I bīja ("seme") sono monosillabi che generalmente non hanno un significato semantico, o lo hanno perso nel corso del tempo, ma vanno interpretati come suoni semplici atti a esprimere o evocare particolari aspetti della natura o del divino, e ai quali sono attribuiti funzioni specifiche e interpretazioni che variano di scuola in scuola. Spesso questi "semi verbali" sono combinati fra loro a costituire un mantra, oppure adoperati come mantra essi stessi (bījamantra). Alcuni fra i più noti sono:
- AUṂ: è il bīja più noto, l'oṃ, comune a tutte le tradizioni. Considerato il suono primordiale, forma fonica dell'Assoluto, è utilizzato sia come invocazione iniziale in moltissimi mantra, sia come mantra in sé. Le lettere che compongono[14] il bīja sono A, U ed Ṃ: nella recitazione A ed U si fondono in O, mentre la Ṃ terminale viene nasalizzata e prolungata fonicamente e visivamente. La recitazione dell'OṂ è molto comune, ed è considerata di grande importanza: numerosi testi citano e argomentano su questo mantra.
- AIṂ: la coscienza. È associato alla dea Sarasvatī, dea del sapere.
- HRĪṂ: l'illusione. È associato alla dea Bhuvaneśvarī, distruttrice del dolore.
- ŚRĪṂ: l'esistenza. È associato alla dea Lakṣmī, dea della fortuna.
- KLĪṂ: il desiderio. È associato al dio Kama, dio dell'amore, ma rivolto anche a Kālī, la distruttrice.
- KRĪṂ: il tempo. È associato alla dea Kālī.
- DUṂ: la dea Durgā.
- GAṂ: il dio Ganapati.
- HŪṂ: protegge dalla collera e dai demoni.
- LAṂ: la terra
- VAṂ: l'acqua
- RAṂ: il fuoco
- YAṂ: l'aria
- HAṂ: l'etere

Nella Yogattatva Upaniṣad i suddetti bīja, corrispondenti ai cinque elementi cosmici, vengono messi in relazione con le "cinque parti" del corpo: dalle caviglie alle ginocchia: terra; dalle ginocchia al retto: acqua; dal retto al cuore: fuoco; dal cuore al punto fra le sopracciglia: aria; da quest'ultimo alla sommità del capo: etere. La recitazione consente di acquisire poteri occulti per queste parti del corpo.
- SAUḤ: il cuore, simbolo dell'energia divina nella sua origine, seme dell'universo, così come scritto nel Tantrāloka di Abhinavagupta: S è sat ("l'essere"); AU è l'energia cosmica che anima la manifestazione; Ḥ è la capacità di emissione di Śiva. Il mantra simboleggia quindi la manifestazione del cosmo presente in potenza in Dio, la sua immanenza nel mondo.[12]

Infine, i cinquanta fonemi dell'alfabeto sanscrito possono essere utilizzati come mantra essi stessi, singolarmente o variamente combinati; ogni fonema può corrispondere a una divinità. Occorre infatti ricordare che secondo quelle dottrine hindu che considerano il mondo increato, ogni suo aspetto già esiste in potenza nei primordi del suo svilupparsi, fonemi e parole non escluse. La parola oltrepassa qui il campo d'interesse della grammatica o della fonetica, per diventare oggetto di studio metafisico e religioso. È la parola nella sua accezione più ampia, la parola cosmica. Si può quindi comprendere come alcune parole e alcuni suoni possano avere la proprietà di interagire con altri aspetti del mondo. Ed è qui che va colto il senso della potenza dei mantra.

### Alcuni mantra
- Rudra mantra

ॐ त्र्यम्बकम् यजामहे सुगन्धिम् पुष्टिवर्धनम् ।उर्वारुकमिव बन्धनान् मृत्योर्मुक्षीय मामृतात् 

Oṃ tryambakaṃ yajāmahe sugandhiṃ puṣṭivardhanam urvārukam iva bandhanān mṛtyor mukṣīya māmṛtāt

"Veneriamo il Signore dai tre occhi, profumato, che dà la forza e la libera dalla morte. Possa liberarci dai legami della morte."
Il mantra è rivolto a Śiva nel suo aspetto distruttivo, Rudra, ed è un'esortazione il cui scopo è di allontanare la morte, nel senso di prevenire l'invecchiamento. Si ritrova per esempio nei testi: Mahānirvāna Tantra (5, 211); Uddīsha Tantra (94).
- Gāyatrī mantra

ॐ भूर्भुवस्व: | तत् सवितूर्वरेण्यम् | भर्गो देवस्य धीमहि | धियो यो न: प्रचोदयात्

Oṃ bhūr buvaḥ svaḥ | tat savitur vareṇyaṃ | bhargo devasya dhīmahi | dhiyo yo naḥ pracodayāt

"Sfera terrestre, sfera dello spazio, sfera celeste! Contempliamo lo splendore dello spirito solare, il creatore divino. Possa egli guidare i nostri spiriti [verso la realizzazione dei quattro scopi della vita]."
Composto di dodici più dodici sillabe, è ripetuto dodici volte il mattino, il mezzogiorno e la sera. Il suo uso è vietato alle donne e agli uomini di casta bassa. Si ritrova per esempio nei:
Ṛgvedasaṃhitā (III, 62, 10); Chāndogya Upaniṣad (3,12); Bṛhadāraṇyaka Upaniṣad (5, 15).
- Oṃ Maṇi Padme Hūṃ

ॐ मणि पद्मे हूँ

Om Mani Peme Hung o Om Mani Beh Meh Hung in tibetano

"Salve o Gioiello nel fiore di Loto"

È il mantra di Cenresig, il Buddha della Compassione e protettore di chi è in imminente pericolo. Questo mantra viene raccomandato in tutte le situazioni di pericolo o di sofferenza, o per aiutare gli altri esseri senzienti in condizioni di dolore. Uno dei suoi significati più tenuti in considerazione è la collocazione del Gioiello, simbolo della bodhicitta, nel Loto, simbolo della coscienza umana. Ha altresì il potere di sviluppare la compassione, grande virtù contemplata dal Buddismo.
- Mantra rāja

Śrīṃ Hrīṃ Klīṃ Kṛṣṇāya Svāhā

"Fortuna, Illusione, Desiderio, Offerta al dio oscuro."
Il dio oscuro è Kṛṣṇa, con riferimento al colore della sua pelle. Il mantra invoca tre aspetti del dio, e ha come scopo di ispirare l'amore divino.
- Mantra rivolto alla Dea suprema (Parā Śakti)

Auṃ Krīṃ Krīṃ Hūṃ Hūṃ Hrīṃ Hrīṃ Svāhā
Lo scopo di questo mantra è generico, viene recitato per ottenere qualsiasi realizzazione. Presente, ad esempio nei: Karpūradi Stotra (5); Karpura-stava (5).
- Śiva panchākśara mantra

ॐ नम: शिवाय

Oṃ namaḥ Śivāya

"Io mi inchino davanti a Śiva."
È il mantra principale nelle correnti devozionali śaiva. Composto di cinque sillabe (panchākśara vuol dire appunto "cinque sillabe", e cinque è il numero sacro di Śiva), viene ripetuto in genere 108 volte, o anche 5 volte tre volte al giorno. È contenuto in molti testi, fra i quali, ad esempio, lo Śiva Āgama, lo Śiva Purāṇa.
- Netra mantra

Oṃ Juṃ Saḥ

È detto anche "il mantra dell'occhio di Śiva", ed è citato nel Netra Tantra, cap. VII.
- Viṣṇu astākśara mantra

Auṃ namo Nārāyaṇaya

"Io mi inchino davanti a colui che dispensa sapere e liberazione."
Il mantra è rivolto a Visnù, essendo Nārāyaṇa appellativo del dio.
- Hare Kṛṣṇa mantra

Hare Kṛṣṇa Hare Kṛṣṇa | Kṛṣṇa Kṛṣṇa Hare Hare | Hare Rāma Hare Rāma | Rāma Rāma Hare Hare
Noto anche come Mahā mantra ("grande mantra"), è il mantra più noto delle correnti devozionali krishnaite, molto conosciuto anche in Occidente a partire dagli anni sessanta per opera della International Society for Krishna Consciousness (ISKCON) (nota più familiarmente come "gli Hare Krishna"), associazione religiosa statunitense di devoti a Kṛṣṇa fondata nel 1966 in New York.
Hare è uno degli appellativi di Viṣṇu, Rāma è il settimo avatāra di Viṣṇu; l'intonazione del mantra è considerata dai fedeli come il metodo più semplice per esprimere l'amore di Dio, Kṛṣṇa medesimo, completa manifestazione di Īśvara.